# Федянин, Андрей Анатольевич
Андре́й Анато́льевич Федя́нин (род. 20 июля 1973, Брянск) — физик, доктор физико-математических наук, профессор РАН, проректор МГУ. Избран членом-корреспондентом РАН 29 мая 2025 года.

## Биография
Родился 20 июля 1973 года в Брянске. Окончил с отличием физический факультет МГУ (1996). Окончил аспирантуру физического факультета (1997) под руководством профессора О. А. Акципетрова.
Защитил диссертацию «Генерация электроиндуцированной второй гармоники в полупроводниковых структурах и тонких плёнках» на степень кандидата физико-математических наук (1997).
Защитил диссертацию «Спектроскопия второй и третьей оптических гармоник кремниевых наноструктур, фотонных кристаллов и микрорезонаторов» на степень доктора физико-математических наук (2009).
Профессор кафедры квантовой электроники физического факультета (2011 с года). Профессор РАН (2016).
Проректор МГУ, начальник управления научной политики и организации научных исследований университета (2014).
Вице-президент МОИП по вопросам взаимодействия МОИП с МГУ и его руководством.
Физик-экспериментатор, специализируется в области лазерной физики, нелинейной оптики и нанофотоники.

## Публикации
Автор и соавтор 303 научных статей, 14 книг, 319 докладов на конференциях, 53 тезисов докладов, 61 НИР, 31 патента.